# Route nationale 2 (Bénin)
Pour les articles homonymes, voir Route nationale 2.
La route nationale 2 (RN 2) est une route béninoise allant de Comè à Aplahoué. Sa longueur est de 77 km.

## Tracé
- Département de Mono
  - Comè
  - Lokossa
- Département du Couffo
  - Aplahoué